# Mivtsa Yonatan
Mivtsa Yonatan (מבצע יונתן, tdl. "Operación Jonathan"), es una película israelí de 1977 basada en un acontecimiento real (el secuestro de un vuelo y la posterior liberación de los rehenes, la Operación Entebbe) en el Aeropuerto Internacional de Entebbe, ubicado en Uganda, el 4 de julio de 1976. En España esta película fue conocida como Operación Relámpago y en otros países de habla hispana como Operativo Relámpago.
La película fue dirigida por Menahem Golan y en su reparto se encontraban actores como Klaus Kinski, Yehoram Gaon, y Sybil Danning. Muestra los acontecimientos desde el despliegue del vuelo hasta el regreso de los rehenes a Israel.

## Reparto
- Yehoram Gaon – Col. Yonatan Netanyahu
- Klaus Kinski – Wilfried Bose
- Sybil Danning – Halima
- Gila Almagor – Nurit Aviv
- Assi Dayan – Shuki (basado en Muki Betser)
- Arik Lavie – Brig-Gen. Dan Shomron
- Shaike Ophir – Gadi Arnon
- Gabi Amrani - Gabriel
- Shmuel Rodensky - Dr. Weissberg
- Reuven Barra Yotam - Shlomo Barra David
- Shoshik Shani - Alma Levi
- Rachel Markus - Dora Bloch
- Heli Goldenberg  - Dalia Cohen
- Avraham Ronai - Avraham Bloch
- Asher Tsarfaty - Ze'ev
- Uri Levy - General Benny Peled, Comandante de la Fuerza Aérea Israelí
- Avraham Ben Yosef - Dr. Avner Tal
- Shlomo Vishinsky - Shlomo Bloch
- Yehuda Efrony - Yehuda Goldstein
- Shimeon Bar
- Uzi Cohen
- Heinz Bernard - Señor Kohan (sin acreditar)
- Arie Muskuna - Yitzchak Bloch
- Arie Gardus - Mayor General Yekutiel Adam, comandante de la operación global
- Mark Heath – Idi Amin Dada
- Henry Czarniak – Michel Bacos
- Oded Teomi – Dan Zamir, portavoz de gobierno
- Ami Weinberg - Ram Weissberg (Basado en Jean-Jacques Maimoni)
- Yitzchak Rabin - El mismo
- Shimon Peres - El mismo
- Yigal Allon - El mismo
- Gad Yaakobi - El mismo

## Producción
La película fue producida con la cooperación de la Fuerza Aérea Israelí y el gobierno israelí. Se presentan imágenes originales de políticos prominentes como Yitzhak Rabin, Shimon Peres y Yigal Allon. Las escenas exteriores sobre Uganda se hicieron en Eilat, Israel. Casi todos los soldados ugandeses fueron actuados por judíos africanos inmigrantes de Etiopía, y tres de los cuatro Hércules que se usaron en la operación real se muestran en la película. Las escenas que muestran el Knesset se filmaron en Jerusalén, y las secuencias del aeropuerto del Tel Aviv fueron filmadas en el Aeropuerto Internacional Ben Gurión.
Originalmente filmada con todos los personajes hablando en hebreo, francés, alemán, árabe, o inglés debido a su rol, la película fue filmada una segunda vez toda en idioma inglés para el mercado internacional.

## Música
Dovi Seltzer compuso la música de la película. Yehoram Gaon interpretó el tema musical "Eretz Tzvi" (Tierra del Ciervo) con letra de Talma Alyagon Raz.

## Críticas
La película fue bien recibida en Israel y fue bastante exitosa en el extranjero. En 1978 fue nominada para un Premio Óscar a la mejor película de habla no inglesa.